# Mesapamea nigra
Mesapamea nigra là một loài bướm đêm trong họ Noctuidae.